# 니고 마야코
니고 마야코(일본어: 仁後 真耶子 にご まやこ[*], 1979년 12월 2일 ~ )는 일본의 여성 성우. 도쿄도 출신. 아임 엔터프라이즈 소속.